# Кливленд (Алабама)
Кливленд (енгл. Cleveland) град је у америчкој савезној држави Алабама. По попису становништва из 2010. у њему је живело 1.303 становника.

## Демографија
Према попису становништва из 2010. у граду је живело 1.303 становника, што је 62 (5,0%) становника више него 2000. године.
| Група             | 2000.         | 2010.         |
| Белци             | 1.030 (83,0%) | 1.041 (79,9%) |
| Афроамериканци    | 1 (0,1%)      | 4 (0,3%)      |
| Азијати           | 0 (0,0%)      | 4 (0,3%)      |
| Хиспаноамериканци | 196 (15,8%)   | 240 (18,4%)   |
| Укупно            | 1.241         | 1.303         |